# Mahe
Mahe (francese Mahé, malayalam മയ്യഴി traslitterato in Mayyazhi) è una suddivisione dell'India, classificata come municipality, di 36.823 abitanti, capoluogo del distretto di Mahe, nello territorio federato di Pondicherry. In base al numero di abitanti la città rientra nella classe III (da 20.000 a 49.999 persone).

## Geografia fisica
La città è situata a 11° 41' 60 N e 75° 31' 60 E, al livello del mare.

## Società

### Evoluzione demografica
Al censimento del 2001 la popolazione di Mahe assommava a 36.823 persone, delle quali 17.146 maschi e 19.677 femmine. I bambini di età inferiore o uguale ai sei anni assommavano a 4.015, dei quali 2.097 maschi e 1.918 femmine. Infine, coloro che erano in grado di saper almeno leggere e scrivere erano 31.422, dei quali 14.687 maschi e 16.735 femmine.